# Mycobacterium canettii
Mycobacterium canettii — патогенна бактерія комплексу Mycobacterium tuberculosis (МТБК), була вперше виявлена у 1969 році французьким мікробіологом Жоржом Канетті, в честь нього й була названа.

## Властивості
Вона утворює гладкі та блискучі колонії, що дуже винятково для МТБК. Це було детально описано в 1997 році при виділенні нового штаму від 2-річного сомалійського пацієнта з лімфаденітом. Вона не відрізнялася від Mycobacterium tuberculosis у біохімічних тестах і в 16S рРНК послідовності. Вона мала коротший час генерації, ніж клінічні ізоляти M. tuberculosis, і мала унікальний, характерний фенольний гліколіпід і ліполігосахарид. У 1998 році Пфіффер описав абдомінальний лімфатичний туберкульоз у 56-річного швейцарця з ВІЛ-інфекцією, який жив у Кенії. Туберкульоз, який спричинює M. canettii, як видається, є новою хворобою на Африканському Сході. Повинно спонукати лікарів шукати цього збудника, якщо симптоми туберкульозу розвинулися у людини, що перебувала в цьому регіоні. Природний резервуар, сприйнятливий до цього збудника людський контингент та спосіб передачі інфекції ще неуточнені.